# Stuhleck
Stuhleck är ett berg i Österrike.   Det ligger i distriktet Bruck-Mürzzuschlag och förbundslandet Steiermark, i den östra delen av landet, 80 km sydväst om huvudstaden Wien. Toppen på Stuhleck är 1 782 meter över havet.
Terrängen runt Stuhleck är huvudsakligen kuperad. Närmaste större samhälle är Mürzzuschlag, 8,5 km väster om Stuhleck. 
I omgivningarna runt Stuhleck växer i huvudsak blandskog. Runt Stuhleck är det ganska tätbefolkat, med 75 invånare per kvadratkilometer.